# Кевін Ворвік
Кевін Ворвік (англ. Kevin Warwick; 9 лютого 1954, Ковентрі, Велика Британія) — британський вчений-кібернетик дослідник питань робототехніки та проблематики створення нейрокомп'ютерних інтерфейсів.
Ступінь бакалавра отримав в університеті Ештона в 1979 році. У 1982 році захистив докторську дисертацію (PhD) в галузі електротехніки в Імперському коледжі Лондона. У 1988—1996 роках — декан факультету кібернетики в Університеті Редінга.
Доктор наук в галузі технічної кібернетики (Інститут теорії інформації та автоматизації Чеської АН, 1994), має почесні ступені Університету Ештона (2008), Університету Ковентрі (2008), Бредфордського університету (2010), Університету Роберта Гордона (д-р технології, 2011).
Одружений, двоє дітей. У 1998 році вчений-кібернетик імплантував собі під шкіру RFID-чип, що дозволяє взаємодіяти з комп'ютерами, вмикати і вимикати світло, відкривати і закривати електронні замки. До 2002 року Ворвік став справжнім кіборгом. Для цього йому потрібна була складна електроніка, допомога хірурга і деяка частка відваги: не кожен зважиться інтегрувати власну нервову систему з нейронним інтерфейсом, за допомогою якого Ворвік спробував передати свої емоції іншому кіборгу — його дружині.